# Reggio Football Club 1926-1927
Questa pagina raccoglie i dati riguardanti il Reggio Football Club nelle competizioni della stagione  1926-1927.

## Stagione
La squadra disputò il campionato di Seconda Divisione nel girone siciliano. Del girone facevano parte tre squadre messinesi (Messinese, Umberto I e Peloro), una siracusana (Gargallo) e due palermitane (Vigor e Littorio Stadium).
Nel corso del campionato il Reggio, la Vigor, la Littorio Stadium e l'Umberto I, vennero sospese a causa di gravi inadempienze finanziarie. Tutti gli incontri che ancora erano da disputare dalle squadre, vennero considerati come persi per 2-0.
Il Reggio chiuse la stagione all'ultimo posto nel girone, retrocedendo pertanto in Terza Divisione. Tuttavia la società abbandonò ogni attività, spinta a farlo non soltanto dai problemi economici ma anche dalla sopravvenuta indisponibilità del proprio terreno di gioco. Infatti la "Lanterna Rossa", piccolo campo situato nella zona della darsena, era stato ormai stato inglobato dai lavori dell'area portuale.
Dopo l'inattività, la squadra tornerà a disputare incontri ufficiale nella stagione 1928-1929, con la nuova denominazione "Unione Sportiva Reggina".